# ابوطباره دو
ابوطباره دو، روستایی از توابع بخش مرکزی شهرستان هفتکل در استان خوزستان ایران است.

## جمعیت
این روستا در دهستان گزین قرار دارد و براساس سرشماری مرکز آمار ایران در سال ۱۳۸۵، جمعیت آن ۱۹۹ نفر (۳۷خانوار) بوده‌است.